# Belagerung von Limerick (1642)

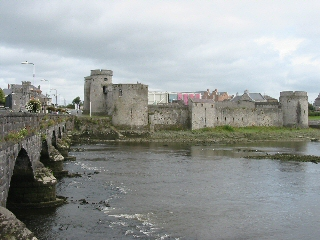
King John’s Castle und die Thomond Bridge

Die Belagerung von Limerick im Jahr 1642 war die erste Belagerung der Stadt Limerick im 17. Jahrhundert und fand während der irischen Konföderationskriege statt.

## Geschichte
Die Belagerung von Limerick durch die Konföderation Irland war die – für die Belagerer – einfachste der drei Belagerungen der Stadt im 17. Jahrhundert, da die belagerte Bevölkerung zum größten Teil auf der Seite der belagernden irischen Soldaten war. Rund 600 protestantische Siedler flohen während der Irischen Rebellion in die Stadt und verschanzten sich in King John’s Castle im Zentrum von Limerick. Die Stadt war in erster Linie katholisch geprägt, und die Bevölkerung wandte sich an die Konföderierten-Regierung in Kilkenny, um diese Zuflucht der Protestanten zu beenden.
Daher marschierte eine 1500 Mann starke Armee unter dem General Garret Barry nach Limerick, um die Situation zu bereinigen. Da Barry keine Belagerungswaffen zur Verfügung hatte, ließ er von seinen Männern Tunnel unter den Burgmauern hindurch graben. Er positionierte auch Schützen in den Häusern rund um die Burg – insbesondere in der St. Mary’s Cathedral. Letztendlich konnte er den Nachschub an Nahrungsmitteln und Wasser abschneiden. Nach vier Wochen, von Hunger und Krankheiten gezeichnet, ergaben sich die englischen Protestanten schließlich am 23. Juni 1642. 400 von ihnen hatten überlebt und wurden nach Dublin evakuiert.